# NGC 6901
NGC 6901 is een balkspiraalstelsel in het sterrenbeeld Arend. Het hemelobject werd op 15 augustus 1863 ontdekt door de Duitse astronoom Albert Marth.

## Synoniemen
- IC 5000
- UGC 11542
- MCG 1-52-2
- ZWG 399.2
- IRAS 20199+0616
- PGC 64552